# Championnat de La Réunion de football 1962
Le Championnat de La Réunion de football 1962 était la 13e édition de la compétition qui fut remportée par la SS Patriote.

## Classement
| Rang | Équipe                     | Pts | J   | G   | N   | P          | Bp | Bc | Diff |
| ---- | -------------------------- | --- | --- | --- | --- | ---------- | -- | -- | ---- |
| 1    | SS Patriote                | 29  | 12  | 7   | 13  | 2          | 28 | 14 | +14  |
| 2    | JS Saint-Pierroise (T) (C) | 27  | 12  | 6   | 3   | 3          | 20 | 17 | +3   |
| 3    | SS Saint-Louisienne        | 26  | 12  | 6   | 2   | 4          | 34 | 20 | +14  |
| 4    | SS Cadets Saint-Pierrois   | 23  | 12  | 4   | 3   | 5          | 13 | 21 | -8   |
| 5    | SS Tamponnaise (P)         | 21  | 12  | 2   | 5   | 5          | 24 | 22 | +2   |
| 6    | SS Juniors Dionysiens      | 21  | 12  | 1   | 7   | 4          | 20 | 29 | -9   |
| 7    | SS Jeanne d'Arc            | 21  | 12  | 3   | 3   | 6          | 21 | 37 | -16  |
| 8    | Bourbon C                  |     | n'a | pas | été | enregistré |    |    |      |

|  | Relégation en 2e division |